# Velle-sur-Moselle
Velle-sur-Moselle é uma comuna francesa na região administrativa de Grande Leste, no departamento de Meurthe-et-Moselle. Estende-se por uma área de 4,47 km². Em 2010 a comuna tinha 294 habitantes (densidade: 65,8 hab./km²).